# 拉珀斯维尔-胡尔登木桥
47°13′20.90″N 8°48′53.7″E / 47.2224722°N 8.814917°E

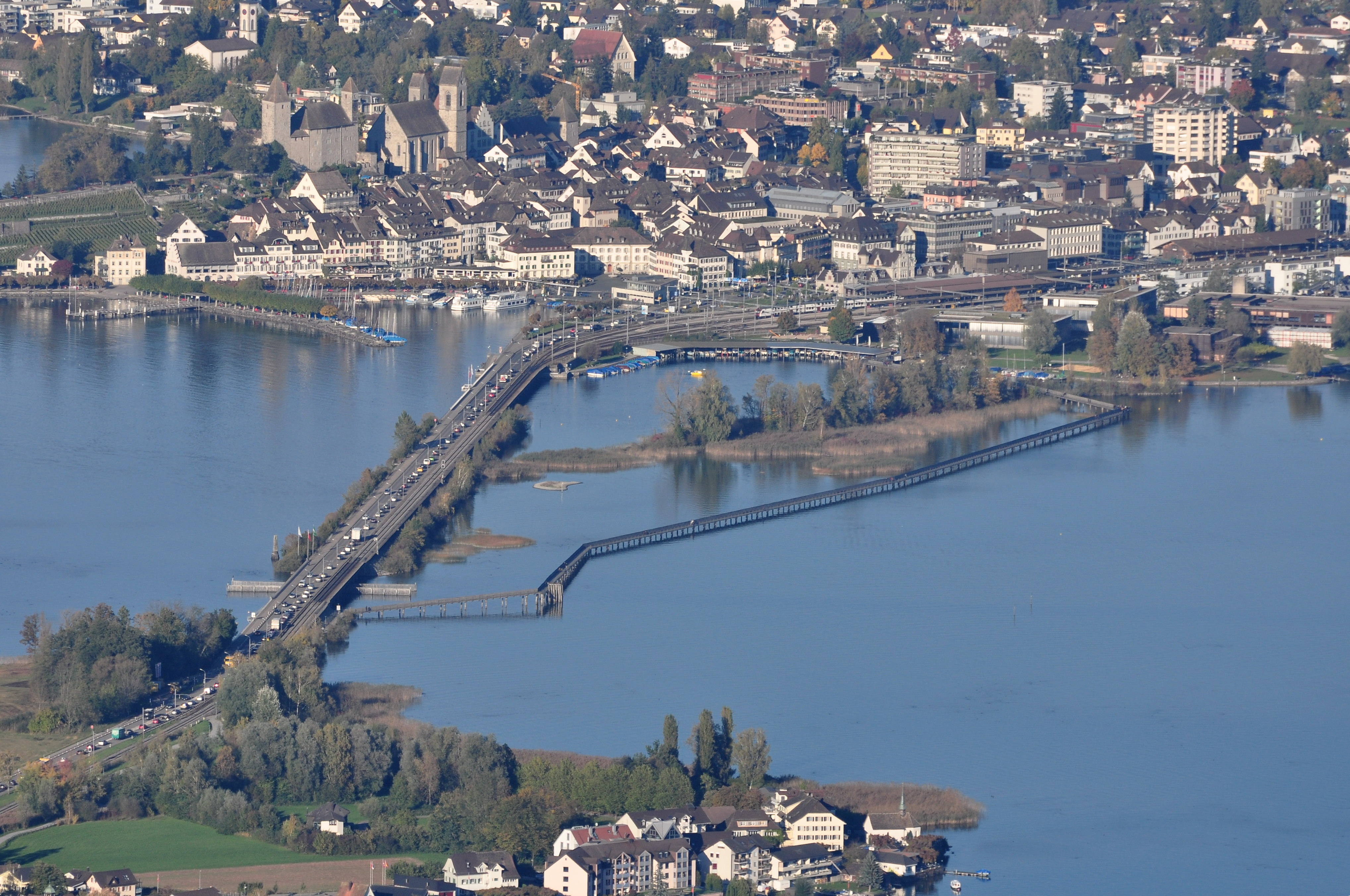
拉珀斯维尔-胡尔登木桥横跨苏黎世湖。图中前景为胡尔登，湖对岸为拉珀斯维尔

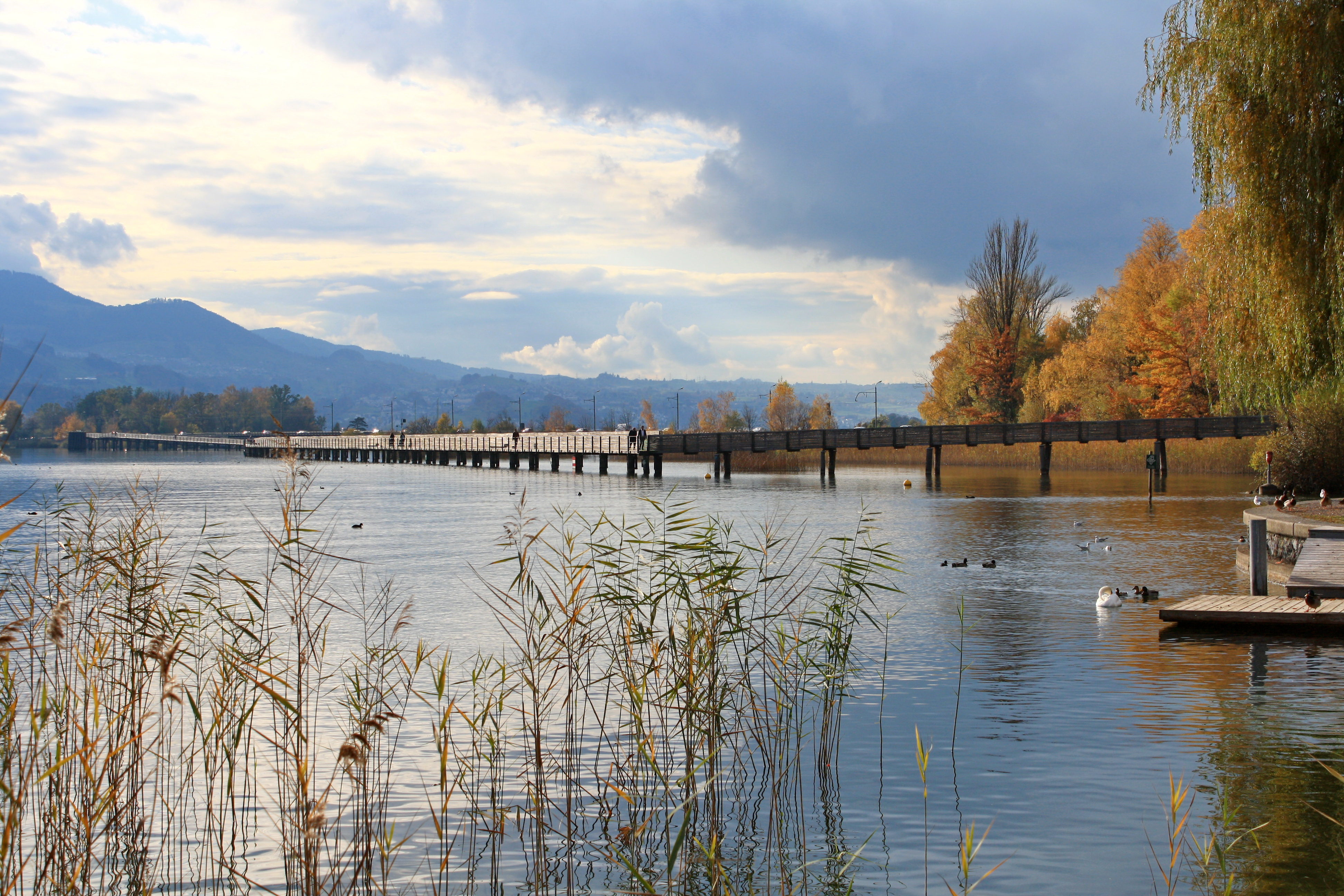
从拉珀斯维尔应用科技大学眺望木桥

拉珀斯维尔-胡尔登木桥（德語：Holzbrücke Rapperswil–Hurden）是一座横跨瑞士苏黎世湖东部的人行木桩桥，连接圣加仑州的城镇拉珀斯维尔和施维茨州的城镇胡尔登。该桥是苏黎世湖上的第一座木桥，也是瑞士最长的木桥。2001年4月6日，经过重建的木桥再次对外开放。
该木桥作为阿尔卑斯地区的史前湖岸木桩建筑的一部分，在2011年6月27日成为世界文化遗产。